# Educação a distância

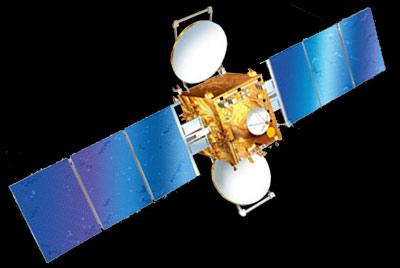
Transmissões via satélite - estímulo ao aumento da EaD

Educação a distância (em inglês:  distance education) é uma modalidade de educação mediada por tecnologias em que discentes e docentes estão separados espacial e/ou temporalmente, ou seja, não estão fisicamente presentes em um ambiente presencial de ensino-aprendizagem.

## História
A EaD, em sua forma empírica, é conhecida desde o século XIX. Entretanto, somente nas últimas décadas passou a fazer parte das atenções pedagógicas. Ela surgiu da necessidade do preparo profissional e cultural de milhões de pessoas que, por vários motivos, não podiam frequentar um estabelecimento de ensino presencial, e evoluiu com as tecnologias disponíveis em cada momento histórico, as quais influenciam o ambiente educativo e a sociedade.
A EaD também é considerada um recurso que contempla as necessidades de desenvolvimento da autonomia do aluno. O desenvolvimento da autonomia é considerado, por teóricos tais como Jean Piaget e Constance Kamii, peça chave do processo de aprendizagem, no qual o aluno é o foco e o professor possui papel secundário, pois apenas orienta o aluno que por sua vez escolhe o ritmo e a maneira como quer estudar e aprender, de acordo com suas necessidades pessoais.

### Os séculos XVII e XVIII
Com a Revolução Científica iniciada no século XVII, as cartas comunicando informações científicas inauguraram uma nova era na arte de ensinar. Um primeiro marco da educação a distância foi o anúncio publicado na Gazeta de Boston, no dia 20 de março de 1728, pelo professor de taquigrafia Cauleb Phillips.

### O século XIX
Em 1833, um anúncio publicado na Suécia já se referia ao ensino por correspondência, e na Inglaterra, em 1840, Isaac Pitman sintetizou os princípios da taquigrafia em cartões postais que trocava com seus alunos. No entanto, o desenvolvimento de uma ação institucionalizada de educação a distância teve início a partir da metade do século XIX.
Em 1856, em Berlim, Charles Toussaint e Gustav Langenscheidt fundaram a primeira escola por correspondência destinada ao ensino de línguas. Posteriormente, em 1873, em Boston, Anna Eliot Ticknor criou a Society to Encourage Study at Home. Em 1891, Thomas J. Foster iniciou em Scarnton (Pensilvânia) o International Correspondence Institute, com um curso sobre medidas de segurança no trabalho de mineração.
Em 1891, a administração da Universidade de Wisconsin aceitou a proposta de seus professores para organizar cursos por correspondência nos serviços de extensão universitária. Um ano depois, o reitor da Universidade de Chicago, William R. Harper, que já havia experimentado a utilização da correspondência na formação de docentes para as escolas dominicais, criou uma Divisão de Ensino por Correspondência no Departamento de Extensão daquela Universidade.
Por volta de 1895, em Oxford, Joseph W. Knipe, após experiência bem-sucedida preparando por correspondência duas turmas de estudantes, a primeira com seis e a segunda com trinta alunos, para o Certificated Teacher’s Examination, iniciou os cursos de Wolsey Hall utilizando o mesmo método de ensino. Já em 1898, em Malmö, na Suécia, Hans Hermod, diretor de uma escola que ministrava cursos de línguas e cursos comerciais, ofereceu o primeiro curso por correspondência, dando início ao famoso Instituto Hermod.

### História Moderna
No final da Primeira Guerra Mundial, surgiram novas iniciativas de ensino a distância em virtude de um considerável aumento da demanda social por educação. O aperfeiçoamento dos serviços de correio, a agilização dos meios de transporte e, sobretudo, o desenvolvimento tecnológico aplicado ao campo da comunicação e da informação influíram decisivamente nos destinos da educação a distância. Em 1922, a União Soviética organizou um sistema de ensino por correspondência que em dois anos passou a atender 350 mil usuários. A França criou em 1939 um serviço de ensino por via postal para a clientela de estudantes deslocados pelo êxodo.
A partir daí, começou a utilização de um novo meio de comunicação, o rádio, que penetrou também no ensino formal. O rádio alcançou muito sucesso em experiências nacionais e internacionais, tendo sido bastante explorado na América Latina nos programas de educação a distância do Brasil, Colômbia, México, Venezuela, entre outros.
Após as décadas de 1960 e 1970, a educação a distância, embora mantendo os materiais escritos como base, passou a incorporar articulada e integradamente o áudio e o videocassete, as transmissões de rádio e televisão, o videotexto, o computador e, mais recentemente, a tecnologia de multimeios, que combina textos, sons, imagens, assim como mecanismos de geração de caminhos alternativos de aprendizagem (hipertextos, diferentes linguagens) e instrumentos para fixação de aprendizagem com feedback imediato (programas tutoriais informatizados) etc.
Foi durante a pandemia do Covid-19 de 2020, contudo, que a educação a distância se popularizou pelo mundo. Com a impossibilidade de aulas presenciais durante o período de quarentena, o ensino remoto passou a ser a opção mais viável. Diversas instituições de ensino fundamental, médio e superior passaram a adotar aulas online como uma forma de mantêr a educação dos alunos. Porém milhôes de alunos permaneceram sem acesso a educação nesse período graças a falta de recursos tecnológicos necessários para assistirem as aulas ou pela falta de adesão por parte das insttituições de ensino ao regime remoto.
Atualmente, o ensino não presencial mobiliza os meios pedagógicos de quase todo o mundo, tanto em nações industrializadas quanto em países em desenvolvimento. Novos e mais complexos cursos são desenvolvidos, tanto no âmbito dos sistemas de ensino formal quanto nas áreas de treinamento profissional.
A educação a distância foi utilizada inicialmente como recurso para superação de deficiências educacionais, para a qualificação profissional e aperfeiçoamento ou atualização de conhecimentos. Hoje, cada vez mais foi também usada em programas que complementam outras formas presenciais, face a face, de interação, e é vista por muitos como uma modalidade de ensino alternativo que pode complementar parte do sistema regular de ensino presencial. Por exemplo, a Universidade Aberta oferece comercialmente somente cursos a distância, sejam cursos regulares ou profissionais.

## EaD no mundo
A Suécia registrou sua primeira experiência em 1833, com um curso de contabilidade. Na mesma época, fundou-se na Alemanha em 1856 o primeiro instituto de ensino de línguas por correspondência. O modelo de ensino foi iniciado na Inglaterra em 1840 e, em 1843, foi criada a Phonografic Corresponding Society. Fundada em 1969, a Open University mantém um sistema de consultoria, auxiliando outras nações a implementar uma educação a distância de qualidade. Também no século XIX, a EaD foi iniciada nos Estados Unidos na Illinois Wesleyan University.
Já no século XX, em 1974, a Universidade Aberta Allma Iqbal no Paquistão iniciou a formação de docentes via EaD. A partir de 1980, a Universidade Aberta de Sri Lanka passou a atender setores importantes para o desenvolvimento do país: profissões tecnológicas e formação docente. Na Tailândia, a Universidade Aberta Sukhothiai Thommathirat tem cerca de 400 mil estudantes em diferentes setores e modalidades.
Criada em 1984, a Universidade de Terbuka na Indonésia surgiu para atender forte demanda de estudos superiores, e prevê chegar a cinco milhões de estudantes. Já na Índia, criada em 1985, a Universidade Nacional Aberta Indira Gandhi tem objetivo de atender a demanda de ensino superior.
A Austrália é um dos países que mais investe em EaD, mas não tem nenhuma universidade especializada nesta modalidade. Nas universidades de Queensland, New England, Macquary, Murdoch e Deakin, a proporção de estudantes a distância é maior ou igual à de estudantes presenciais.
Na América Latina programas existentes incluem o Programa Universidade Aberta, inserido na Universidade Autônoma do México (criada em 1972), a Universidade Estatal a Distância da Costa Rica (de 1977), a Universidade Nacional Aberta da Venezuela (também de 1977) e a Universidade Estatal Aberta e a Distância da Colômbia (criada em 1983).

### Brasil
No Brasil, desde a fundação do Instituto Radiotécnico Monitor, em 1939, hoje Instituto Monitor, depois do Instituto Universal Brasileiro, em 1941, e o Instituto Padre Reus em 1974, as quais ainda estão em atividade, depois disso, várias experiências de educação a distância foram iniciadas e levadas a termo com relativo sucesso. As experiências brasileiras, governamentais e privadas, foram muitas e representaram, nas últimas décadas, a mobilização de grandes contingentes de recursos. Os resultados do passado não foram suficientes para gerar um processo de aceitação governamental e social da modalidade de educação a distância no país. Porém, a realidade brasileira já mudou e o governo brasileiro criou leis e estabeleceu normas para a modalidade de educação a distância no país.
Em 1904, escolas internacionais, que eram instituições privadas, ofereciam cursos pagos, por correspondência. Em 1934, Edgard Roquette-Pinto instalou a Rádio-Escola Municipal no Rio de Janeiro no projeto para a então Secretaria Municipal de Educação do Distrito Federal dirigida por Anísio Teixeira integrando o rádio com o cinema educativo (Humberto Mauro), a biblioteca e o museu escolar numa pioneira proposta de educação a distância. Estudantes tinham acesso prévio a folhetos e esquemas de aulas. Utilizava também correspondência para contato com estudantes. Já em 1939 surgiu em São Paulo o Instituto Monitor, na época ainda com o nome Instituto Rádio Técnico Monitor. Dois anos mais tarde surge a primeira Universidade do Ar, que durou até 1944. Entretanto, em 1947 surge a Nova Universidade do Ar, patrocinada pelo SENAC, SESC e emissoras associadas.
Durante a década de 1960, com o Movimento de Educação de Base (MEB), Igreja Católica e Governo Federal utilizavam um sistema rádio-educativo: educação, conscientização, politização, educação sindicalista, etc.. Em 1970, surge o Projeto Minerva, um convênio entre Fundação Padre Landell de Moura e Fundação Padre Anchieta para produção de textos e programas. Dois anos mais tarde, o Governo Federal enviou à Inglaterra um grupo de educadores, tendo à frente o conselheiro Newton Sucupira: o relatório final marcou uma posição reacionária às mudanças no sistema educacional brasileiro, colocando um grande obstáculo à implantação da Universidade Aberta e a Distância no Brasil.
Na década de 1970, a Fundação Roberto Marinho começou a oferecer o telecurso, um programa de educação supletiva a distância para ensino fundamental e ensino médio. Essa foi uma maneira de incluir para educar, disponibilizando aulas transmitidas através da emissora de televisão Rede Globo para milhares de brasileiros que precisavam concluir o ensino básico, já que a televisão era o principal meio de comunicação no Brasil, com a maior cobertura.
Entre as décadas de 1970 e 1980, fundações privadas e organizações não-governamentais iniciaram a oferta de cursos supletivos a distância, no modelo de teleducação, com aulas via satélite complementadas por kits de materiais impressos, demarcando a chegada da segunda geração de EaD no país. A maior parte das Instituições de Ensino Superior brasileiras mobilizou-se para a EaD com o uso de novas tecnologias da comunicação e da informação somente na década de 1990. Em 1992, foi criada a Universidade Aberta de Brasília (Lei 403/92), podendo atingir três campos distintos: a ampliação do conhecimento cultural com a organização de cursos específicos de acesso a todos, a educação continuada, reciclagem profissional às diversas categorias de trabalhadores e àqueles que já passaram pela universidade; e o ensino superior, englobando tanto a graduação como a pós-graduação. Em 1994, teve início a expansão da Internet no ambiente universitário. Dois anos depois, surgiu a primeira legislação específica para educação a distância no ensino superior. As bases legais para essa modalidade foram estabelecidas pela Lei de Diretrizes e Bases da Educação Nacional n°9.394, de 20 de dezembro de 1996, regulamentada pelo decreto n°9.057, de 25 de maio de 2017, e a Portaria Normativa n°11, de 20 de junho de 2017. Revogando as normativas anteriores e estabelecendo novas regras para a educação a distância no Brasil, como abertura de novas Instituições de Educação Superior, expansão de Polos e funcionamento dos cursos na modalidade EaD.

## Alguns artefatos (digitais e não digitais) aplicáveis ao contexto da EaD
Na educação a distância, professores e alunos estão conectados, interligados, por tecnologias da informação e comunicação (TICs) chamadas telemáticas, como a internet e em especial as hipermídias, mas também podem ser utilizados outros recursos de comunicação, tais como carta, rádio, televisão, vídeo, CD-ROM, telefone, fax, celular, iPod, notebook etc.

## Aspecto ideológico
A EaD caracteriza-se pelo estabelecimento de uma comunicação de múltiplas vias, suas possibilidades ampliaram-se em meio às mudanças tecnológicas como uma modalidade alternativa para superar limites de tempo e espaço. Seus referenciais são fundamentados nos quatro pilares da Educação do Século XXI publicados pela UNESCO, que são: aprender a conhecer, aprender a fazer, aprender a viver juntos e aprender a ser.
Assim, a Educação deixa de ser concebida como mera transferência de informações e passa a ser norteada pela contextualização de conhecimentos úteis ao aluno. Na educação a distância, o aluno é desafiado a pesquisar e entender o conteúdo, de forma a participar da disciplina.

## Sistemática
O ensino a distância (EaD), embora forneça uma gama de ferramentas tecnológicas que estreite laços e minimizem obstáculos antes intransponíveis pelas distâncias físicas e o tempo real, é um espaço onde interagem pessoas com diversas necessidades que são mediadas por outras, que de igual modo, estão envolvidas no processo de ensino e aprendizagem. É nessa perspectiva, que assumem fundamental importância nesse processo, professores e tutores de apoio presencial, como facilitadores engajados no processo educativo proposto pela EAD.
De acordo com Preti (1996), respeitando a autonomia da aprendizagem de cada aluno, o professor e o tutor aparecem como grandes responsáveis pela efetivação do curso em todos os níveis, e estará constantemente orientando, dirigindo e supervisionando o processo de ensino-aprendizagem dos alunos. Portanto, esse papel apresenta-se ampliado, não se limitando a aspectos de apoio logístico e burocrático dos cursos, uma vez que estes aparecem na pesquisa, como profissionais multidisciplinares, também responsáveis pela recorrente motivação e acolhimento, capazes de estimular laços de pertencimento dos alunos EAD com seus cursos e polos de apoio presencial.
Assim sendo, o papel do professor não pode se limitar apenas a determinadas tarefas que podemos considerar engessadas, o papel deste profissional se amplia, devendo ter o papel de motivador. Nesta perspectiva, Rosini (2007) complementa que é função básica para um bom modelo de EAD, lidar com a geração de conhecimento, sua preocupação permanente é o modo como esse conhecimento é apreendido e incorporado pelos alunos. Professores e tutores nesse meio, são agentes motivadores e orientadores que acompanham esse processo e traçam as melhores alternativas para êxito dos alunos.
Por fim, segundo Silva et all (2014), o modelo de Educação a Distância impõe o aprimoramento de técnicas e estratégias que possam fortalecer e manter os alunos em permanente foco. Respeitando a importância de todos os agentes do processo educativo no ensino EAD, ressalta-se o papel do professor e do tutor presencial, como mediadores pedagógicos e não apenas como facilitadores dos processos administrativos e burocráticos relacionados aos cursos. Desta forma, esses agentes funcionam como o elo de ligação entre o sistema EAD, instituição e corpo discente.

### Metodologias utilizadas
No ensino a distância não deve haver diferença entre a metodologia utilizada no ensino presencial. As metodologias mais eficientes no ensino presencial são também as mais adequadas ao ensino a distância. O que muda, basicamente, não é a metodologia de ensino, mas a forma de comunicação. Isso implica afirmar que o simples uso de tecnologias avançadas não garante um ensino de qualidade, segundo as mais modernas concepções de ensino. As estratégias de ensino devem incorporar as novas formas de comunicação e, também, incorporar o potencial de informação da Internet.
A Educação apoiada pelas novas tecnologias digitais foi enormemente impulsionada assim que a banda larga começou a se firmar, e a Internet passou a ser potencialmente um veículo para a comunicação a distância.
A EaD caracteriza-se pelo estabelecimento de uma comunicação de múltiplas vias, suas possibilidades ampliaram-se em meio às mudanças tecnológicas como uma modalidade alternativa para superar limites de tempo e espaço.
A UNESCO publicou um documento que orienta a aprendizagem móvel ou m-learning, Diretrizes de políticas para a aprendizagem móvel, neste documento, é possível entender melhor o assunto da aprendizagem móvel.

## Ambientes virtuais de aprendizagem (AVA)
O ambiente virtual de aprendizagem ou LMS (Learning Management System) é um software baseado na Internet que facilita a gestão de cursos no ambiente virtual. Existem diversos programas disponíveis no mercado de forma gratuita ou não. O Blackboard é um exemplo de Ambiente Virtual de Aprendizagem (AVA) pago e o Moodle é um sistema gratuito e de código aberto. Todo o conteúdo, interação entre os alunos e professores são realizado dentro deste ambiente. De acordo com Clark e Mayer (2007), os ambientes virtuais são elementos fundamentais na tarefa de ensino, porém carecem de suporte pedagógico adequado em relação ao processo de aprendizagem.

## O professor como mediador na EaD
Nesse processo de aprendizagem, assim como no ensino regular o orientador ou o tutor da aprendizagem atua como "mediador", isto é, aquele que estabelece uma rede de comunicação e aprendizagem multidirecional, através de diferentes meios e recursos da tecnologia da comunicação, não podendo assim se desvincular do sistema educacional e deixar de cumprir funções pedagógicas no que se refere à construção da ambiência de aprendizagem. Essa mediação tem a tarefa adicional de vencer a distância física entre educador e o educando, que deverá ser autodisciplinado e automotivado para que possa superar os desafios e as dificuldades que surgirem durante o processo de ensino-aprendizagem.
Hoje se tem uma educação diferenciada como: presencial, semipresencial e educação a distância. A presencial são os cursos regulares onde professores e alunos se encontram sempre numa instituição de ensino. A semipresencial, acontece em parte na sala de aula e outra parte a distância, utilizando tecnologia da informação.
As pessoas se deparam a cada dia com novos recursos trazidos por esta tecnologia que evolui rapidamente, atingindo os ramos das instituições de ensino. Falar de educação hoje, tem uma abrangência muito maior, e fica impossível não falar na educação sem nos remetermos à educação a distância, com todos os avanços tecnológicos proporcionando maior interatividade entre as pessoas. Utilizando os meios tecnológicos a EaD veio para derrubar tabus e começar uma nova era em termos de educação.
Esse tipo de aprendizagem não é mais uma alternativa para quem não faz uso da educação formal, mas se tornou uma modalidade de ensino de qualidade que possibilita a aprendizagem de um número maior de pessoas.
Antes a EaD não tinha credibilidade, era um assunto polêmico e trazia muitas divergências, mas hoje esse tipo de ensino vem conquistando o seu espaço. Porém, não é a modalidade de ensino que determina o aprendizado, seja ela presencial ou a distância, aprendizagem se tornou hoje sinônimo de esforço e dedicação de cada um.

## Perspectivas atuais
Cabe às instituições que promovem o ensino a distância desenvolverem seus programas de acordo com os quatro pilares da educação, definidos pela Unesco.
Aprender a conviver diz respeito ao desenvolvimento da capacidade de aceitar a diversidade, conviver com as diferenças, estabelecer relações cordiais com a diversidade cultural respeitando-a e contribuindo para a harmonia mundial.
No Brasil, em 2018, do total de 8,3 milhões de universitários em instituições públicas e privadas, o porcentual de matriculados na EaD é de 21,2% (em 2008 era 7%), índice que avança para 46,8% nos cursos de licenciatura. Em 2023, projeções da Abmes indicam que será equivalente o número de ingressantes nas duas modalidades, com leve decréscimo no presencial.
Com a pandemia causada pelo novo coronavírus a educação a distância encontra-se em evidência, principalmente devido a intensificação do uso de tecnologias digitais. Assim, na atualidade, Oliveira e Carvalho (2021) orientam que as fronteiras entre as modalidades "presencial e a distância encontram-se cada vez mais dissolvidas com a apropriação crescente de tecnologias digitais na educação".

## E-learning
O termo e-Learning é fruto de uma combinação ocorrida entre o ensino com auxílio da tecnologia e a educação a distância. Ambas modalidades convergiram para a educação online e para o treinamento baseado em Web, que ao final resultou no e-Learning. O e-Learning configura-se como uma ferramenta importante para estudantes e professores porque permitem que a informação seja transmitida e atualizada rapidamente, o que possibilita a criação de comunidades virtuais de aprendizagem para favorecer a comunicação individual ou grupal, facilitar um acesso mais flexível aos materiais educativos e permitir a autoaprendizagem, para que o indivíduo se torne o centro de seus próprios conhecimentos.
Algumas empresas e institutos já tem se utilizado com maturidade de recursos Web para disseminar seu conteúdo, seja para contribuir de forma gratuita com a comunidade, seja para comercializar frações de conteúdo em forma de produto digital. Nesse sentido, se torna necessário por parte do usuário o consome que amadureça junto, de modo que saiba filtrar os conteúdo verdadeiramente relevantes e que não sejam essencialmente motivados interesses predatórios. Esse tipo de conteúdo pode variar de formato, como Ebooks, Video aulas em canais do youtube, plataforma de cursos em vídeo ou com mix de formatos, Live Streaming usados por geradores de conteúdo no instagram ou youtube. Empresas como a Liberi Cursos e Senai, entre outras,  já possuem plataformas de entrega de conteúdo aos moldes E-learning, e a tendência é que todas as empresas envolvidas com treinamentos e educação sigam esse destino.

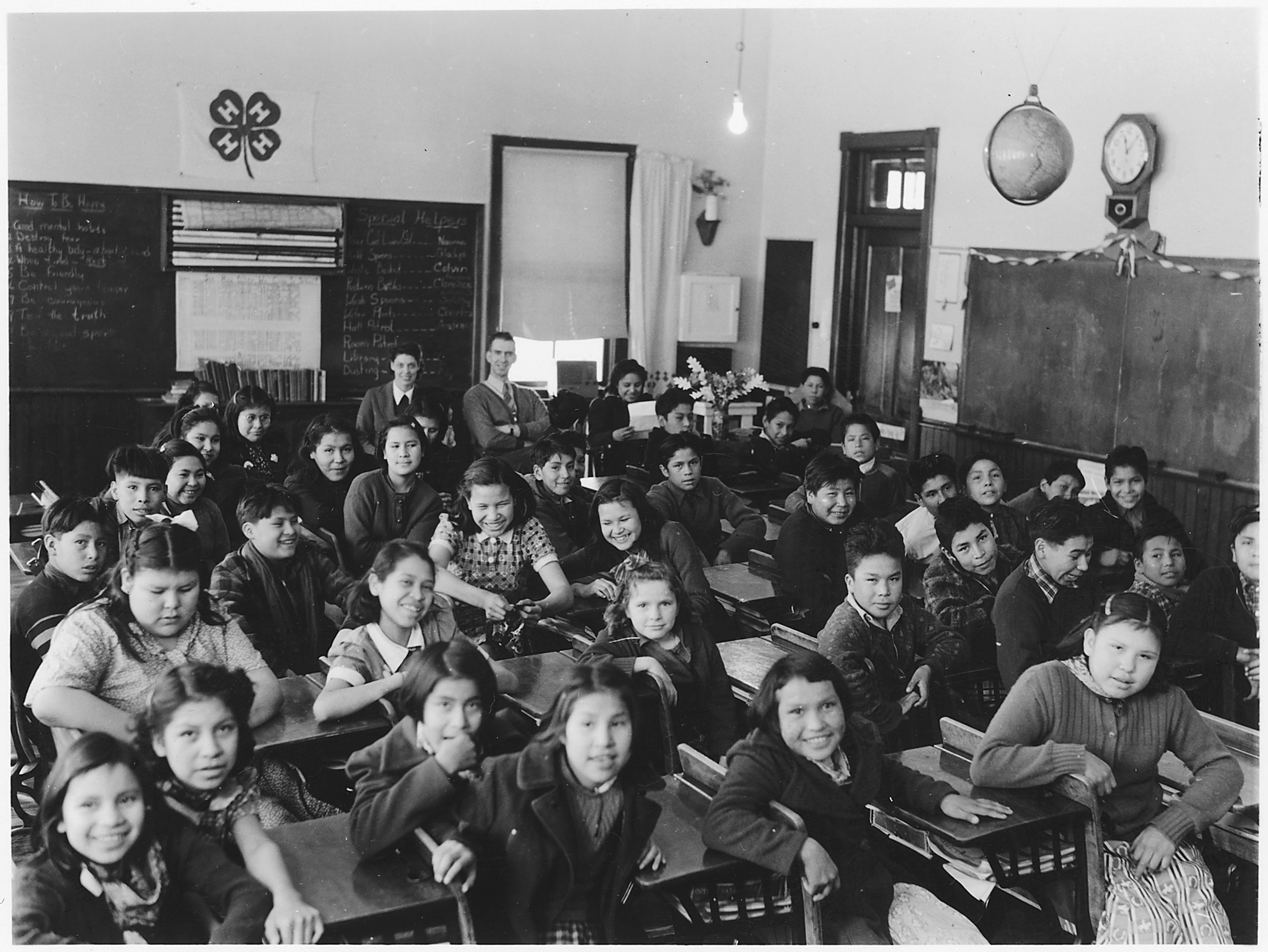
O ensino presencial, em sala de aula

## Aplicações
Existem diversas aplicações da educação a distância. O ensino de ciências jurídicas e língua portuguesa já possuem aplicações bastante fundamentadas. Em 2006, foi lançado o projeto Wikiversidade, ainda em fase experimental. Trata-se de um grande projeto de ensino colaborativo mediado pela internet com várias aplicações inclusive o nível superior.

### Ensino jurídico a distância
O ensino jurídico a distância é o ensino da ciência do Direito a distância, ou a aplicação da educação a distância a esta ciência.

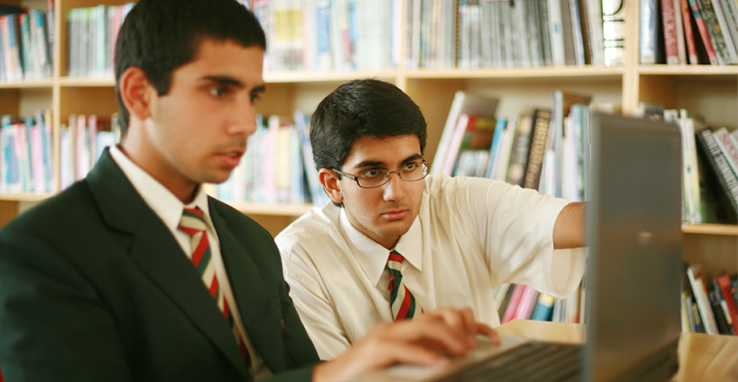
No EaD, a aplicação individual do aprendizado sem a presença do professor

O ensino jurídico por transmissão de imagens via satélite é largamente utilizado no Brasil por empresas de ensino jurídico, que erigem canais de TV digital via satélite para transmitir aulas para todo o território. Estas aulas tem o objetivo principal de preparação para concursos públicos, sendo uma área comercialmente lucrativa, visto que o ensino jurídico nas universidades nem sempre é de bom nível.
O ensino jurídico a distância é pouco utilizado pelas universidades brasileiras como alternativa e auxílio na formação dos estudantes para a vida prática profissional. É inegável a vantagem que existiria na associação de universidades públicas e particulares para a produção e distribuição de conteúdo jurídico.

### Língua portuguesa
O professor Sérgio Guidi foi um dos pioneiros no ensino a distância público no Brasil. De 1988 a 1993 o professor de Língua Portuguesa da Universidade Católica de Santos, em São Paulo, manteve cursos de atualização em português instrumental a distância. Destinava-se a profissionais que tinham na língua portuguesa ferramenta de trabalho mas, em razão da ocupação laboriosa não podiam frequentar uma escola regular.
Através do sistema MINITEL, que no Brasil era chamado videotexto, dez capítulos de atualização na língua portuguesa foram criados como: grafia correta de palavras, acentuação gráfica, uso correto de expressões. Certificados eram emitidos para todo o país. Na Universidade Católica a elaboração dos conteúdos ficava a cargo do Laboratório de Telemática, fechado em 1995 pelo então diretor da Faculdade de Comunicação, professor Marco Antonio Batan.

### O ensino de física a distância
Quando usamos a sigla E.A.D. para descrever uma modalidade de ensino, geralmente, junto dela ela, notamos dúvidas e até mesmo um certo preconceito. Ao conhecermos uma nova tecnologia que nos faz vislumbrar novas possibilidades do seu emprego na educação, normalmente se passa por três fases: A euforia inicial de um universo de possibilidades de sua aplicação em sala de aula; a depressão subsequente, muitas vezes, pela falta de aplicabilidade prática e de recursos para aplicação do mesmo; A fase pragmática que revê a aplicação da tecnologia de forma mais adequada e criteriosa.

## Leituras Adicionais
- Fredric M. Litto e Marcos Formiga (org.) (2009). Educação a distância. o estado da arte. São Paulo: Pearson Education. 480 páginas. ISBN 978-85-7605-197-8

- Carmem Maia e João Mattar (2007). ABC da EaD. a educação a distância hoje. São Paulo: Pearson Education. 160 páginas. ISBN 978-85-7605-157-2

- Ruth Colvin Clark, Richard E. Mayer (2007). e-Learning and the Science of Instruction: Proven Guidelines for Consumers. and Designers of Multimedia Learning. New York: Pfeiffer. 496 páginas. ISBN 978-0-7879-8683-4
- Morais Junior, Luis Carlos de. A Autoeducação e o século 21. Rio de Janeiro: Litteris, 2014. 80 p. ISBN 978-85-3740-230-6
- Marco Silva (org.) (2003). Educação Online. teorias, práticas, legislação, formação corporativa. São Paulo: Loyola. 514 páginas. ISBN 85-15-02822-0
- SILVA, Robson Santos da. Ambientes virtuais e multiplataformas online na EaD: didática e design tecnológico de cursos digitais São Paulo: Novatec, 2015. ISBN 978-85-7522-443-4
- KENSKI, Vani Moreira (Org.). Design instrucional para cursos on-line. São Paulo: Senac-SP, 2015.
- Andreas Kaplan: Academia Goes Social Media, MOOC, SPOC, SMOC, and SSOC: The digital transformation of Higher Education Institutions and Universities, in Bikramjit Rishi and Subir Bandyopadhyay (eds.), Contemporary Issues in Social Media Marketing, Routledge, 2018
- LEITE, Jan Edson Rodrigues; SOUSA, Hercilio de Medeiros; OLIVEIRA, Estêvão Domingos Soares de (Org.). Tecnologias em EaD: Métodos e Práticas Vol 1. João Pessoa: Editora da UFPB, 2015. ISBN 978-85-237-1057-6
- PRETI, O. Educação a distância: uma prática educativa mediadora e mediatizada. In:PRETI, O. Educação a distância. Inícios e indícios de um percurso. Cuiabá: EdufMT/NEAD, 1996.  2ROSINI, A.M. As novas tecnologias da informação e a educação a distância. São Paulo: Thomson Learning, 2007.  SILVA, Janice M.; RIBAS, Cíntia C. C.; KNAUT, Michele S. J. A relação professor/aluno na EAD e a promoção da aprendizagem significativa. Revista Eletrônica do Curso de Pedagogia das Faculdades OPET / ISSN 2175-1773. Curitiba: OPET/PR, 2014.